# Проект Эйлер
Проект Эйлер (назван в честь Леонарда Эйлера) — некоммерческий проект в Интернете, объединяющий сотни тысяч любителей математики и программирования. Проект был запущен в 2001 году Колином Хьюзом и сейчас поддерживается небольшой группой энтузиастов. Участники проекта могут выбрать любую из существующих в текущий момент задач и решать её с помощью любого известного им языка программирования. После ввода правильного числового ответа участник получает доступ к форуму по данной задаче, где участники обсуждают и сравнивают между собой найденные ими алгоритмы. Участники, решившие много задач, или сумевшие решить новую задачу раньше других, получают символические призы.

## Особенности проекта
Новые задачи появляются приблизительно раз в неделю (с перерывом на летние каникулы), в настоящее время (апрель 2024) проект содержит более 880 задач разного уровня сложности. Сложность задачи оценивается в процентах, начиная от 5% и до 100%, с шагом 5%. Задачи высокой сложности требуют значительной математической подготовки и опыта написания быстрых алгоритмов, типично на уровне олимпиадного программирования. Программа, решающая задачу, в идеале должна давать результат за время, не превышающее одной минуты на обычном современном ПК. Это требование, однако, не форсируется - участник может решить задачу "в лоб" за любое время (дни, недели) и затем найти в форуме решение этой задачи за секунды. Такие эффективные решения составляют весомый обучающий ресурс для тех, кто действительно настроен на повышение своего уровня.  
Больше миллиона участников проекта решило хотя бы одну задачу (на апрель 2021). Сайт представляет и другую показательную статистику - например, долю участников, решивших не менее 25 задач - по странам. По этому показателю в настоящее время (апрель 2024) лидирует Япония (более 50%).
В связи со взломом, 15 июня 2014 года проект был закрыт на неопределенный срок. 16 августа 2014 года проект вновь открылся.
2 августа 2015 года снова была взломана база данных, и было принято решение перевести проект в режим ограниченной функциональности.
Онлайн-энциклопедия целочисленных последовательностей по состоянию на март 2024 года содержит 205 статей, ссылающихся на задачи, опубликованные в рамках проекта.